# Saint-Vulbas
Saint-Vulbas is een gemeente in het Franse departement Ain (regio Auvergne-Rhône-Alpes). De plaats maakt deel uit van het arrondissement Belley. Saint-Vulbas telde op 1 januari 2022 1.229 inwoners. De gemeente ligt aan de Rhône en heeft sinds de jaren 1960 een kerncentrale.
De plaats is genoemd naar Willebaud (of Vulbas) een 7e-eeuwse heilige wiens relieken in de dorpskerk worden bewaard. Hierdoor was Saint-Vulbas tot in de 19e eeuw een regionaal bedevaartsoord. De witmarmeren sarcofaag van de heilige is in 1920 beschermd als monument historique.

## Geografie
De oppervlakte van Saint-Vulbas bedroeg op 1 januari 2022 21,44 vierkante kilometer; de bevolkingsdichtheid was toen 57,3 inwoners per km².
De onderstaande kaart toont de ligging van Saint-Vulbas met de belangrijkste infrastructuur en aangrenzende gemeenten.

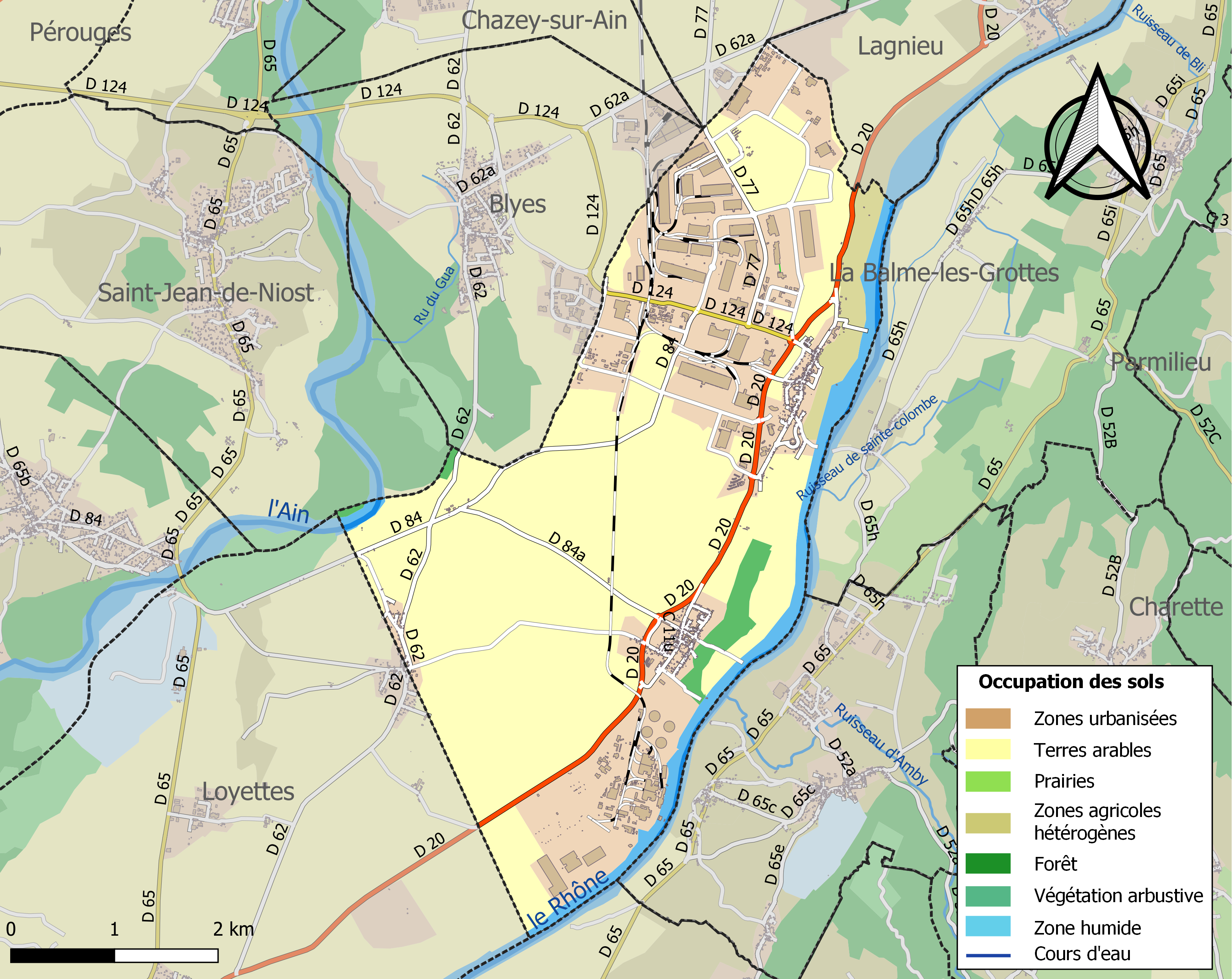

## Sport
Saint-Vulbas is één keer etappeplaats geweest in wielerkoers Ronde van Frankrijk. In 2024 won de Brit Mark Cavendish er de vijfde etappe en aangezien dit zijn 35e ritzege in de Ronde van Frankrijk betrof, vestigde Cavendish hiermee het record van meeste etappezeges in de Tour.

## Demografie
Er was een piek in de bevolkingsaantallen tijdens de bouw van de kerncentrales. De bevolking is vanaf de jaren 1980 gestegen door een instroom van stedelingen uit de nabijgelegen agglomeratie van Lyon.
Onderstaande figuur toont het verloop van het inwonertal (bron: INSEE-tellingen).

Vanwege een beveiligingsprobleem met de MediaWiki Graph-software is het momenteel niet mogelijk deze grafiek weer te geven. Zodra de software is bijgewerkt zal de grafiek vanzelf weer zichtbaar worden.